# Sinope (fleuve)
Pour les articles homonymes, voir Sinope.
La Sinope est un fleuve côtier de la Manche. D'une longueur de 18,3 kilomètres, la Sinope prend sa source à Montaigu-la-Brisette, traverse les communes de Saint-Germain-de-Tournebut, Ozeville, Teurthéville-Bocage, Videcosville, Octeville-l'Avenel,  Vaudreville, Saint-Martin-d'Audouville, Lestre et se jette dans la Manche à Quinéville.

## Affluents
La Sinope a pour affluents les ruisseaux suivants :
- La Bréviaire
- Le Clerbec
- Le Filbec
- La Tortonne
- Le Ruisseau du Bouillon.
- Le ruisseau de Franqueterre

L'estuaire de la Sinope, à Quinéville, est utilisé comme port par les plaisanciers.